# Gregory Echenique
Gregory Echenique (Guatire, 23 de novembro de 1990) é um basquetebolista venezuelano que atualmente joga pelo Guaros de Lara disputando a Liga Profesional de Baloncesto de Venezuela. O atleta possui 2,06m e atua na posição pivô. 